# Авария Ил-62 в Каире
Авария Ил-62 в Каире — авиационная авария пассажирского самолёта Ил-62 авиакомпании EgyptAir, произошедшая в пятницу 16 июня 1972 года в Каире. Авария произошла в первую годовщину начала эксплуатации самолётов Ил-62 в Африке.

## Самолёт
Ил-62 с заводским номером 00801 (серийный — 08-01) был выпущен Казанским авиационным заводом ориентировочно в сентябре 1970 года. Авиалайнер получил бортовой номер CCCP-86651 и был передан Министерству гражданской авиации Советского Союза, которое к 17 сентября направило его в Шереметьевский объединённый авиаотряд Центрального управления международных воздушных сообщений (ЦУМВС). В июне 1971 года самолёт был сдан в лизинг арабской авиакомпании United Arab Airlines, при этом получив бортовой номер SU-ARN. С ноября того же 1971 года борт SU-ARN начал эксплуатироваться в выделившийся из UAA египетской авиакомпании EgyptAir.

## Авария
Самолёт выполнял пассажирский рейс в Каир, а на его борту находились 47 пассажиров и 12 членов экипажа. Полёт подходил к завершению и экипаж начал выполнять посадку на полосу 34 Каирского аэропорта. Но на самом деле это была полоса 36 авиабазы Альмаза. Полоса 36 была вдвое короче полосы 34, к тому же на первых 650 метрах её длины производился ремонт, поэтому посадка была выполнена в 700 метрах после начального торца. Оставшегося запаса длины было уже недостаточно для того, чтобы авиалайнер смог остановиться. Ил-62 выкатился с полосы на грунт и загорелся. Благодаря своевременной эвакуации никто из 59 человек на борту не погиб, однако сам самолёт получил критические повреждения и был списан. Взамен из Советского Союза вскоре прибыл борт CCCP-86654, получивший в Египте бортовой номер SU-AVL (заводской номер — 00804, в сентябре вернулся в СССР).